# Georg Ludwig Otto Nanne
Georg Ludwig (Louis) Otto Nanne (* 11. September 1825 in Neuhaus; † 4. Januar 1903 in Lübeck) war ein deutscher Jurist und Landwirt.

## Leben
Nanne war der Sohn des Amtmanns am Amt Wustrow im Wendland Georg Christian Nanne (1791–1862). Er war bis Ostern 1844 Schüler des Gymnasiums der Stadt Celle und begann danach ein Universitätsstudium der Jurisprudenz. Von Herbst 1847 bis Ostern 1849 arbeitete Nanne als Auditor bei seinem Vater. Seine Promotion zum Dr. jur. erfolgte am 1. Juni 1849 an der Universität Göttingen. Am 1. Dezember 1849 heiratete er die Tochter des Arztes C. W. A. A. Schröder in Groß Borstel. Er zog dorthin und erwarb zwei Bauernhöfe, die er selbst bewirtschaftete. Diesen Besitz verkaufte er 1873 und erwarb 1875 das Gut Frauenholz bei Oldesloe, wo er elf Jahre wohnte. Nach dem Verkauf des Anwesens im Jahr 1886 lebte er bis zu seinem Lebensende in Lübeck.
Nanne gehörte von 1859 bis 1862 der Hamburgischen Bürgerschaft als Abgeordneter an. Zudem war er von 1866 bis 1875 Schätzungsbürger auf dem Landgebiet und 1870 bis 1875 Mitglied der Wahlkommission für die Geschworenen. In Groß Borstel fungierte er 1873 als Vorsitzender des Gemeindevorstands.